# ヴォイチェフ・プライシグ
ヴォイチェフ・プライシグ（Vojtěch Preissig、Voitech Preissigとも、1873年7月31日 - 1944年6月11日）は、チェコスロバキアの版画家、イラストレーターである。ポスターなどを制作した。ナチスドイツによるチェコスロバキア占領に対する抵抗運動に参加し、逮捕されダッハウ強制収容所で亡くなった。

## 略歴
チェコ北西部ウースチー州のスヴィエテツ（Světec）で鉱山技師の息子に生まれた.。1884年にプラハに移り、1892年から1896年までプラハの美術工芸学校（Vysoká škola umělecko-průmyslová）で学んだ。1898年からパリに出て、チェコ出身の有名なイラストレーター、アルフォンス・ミュシャ（1860-1939）の工房で働き、美術学校でも学び、日本美術や象徴主義美術のスタイルに関心を持った。1901年にパリで結婚した。1903年にプラハに戻ると、自分の印刷スタジオ、活字鋳造所を開き、雑誌「チェスカ・グラフィカ（Česká Grafika）」を発行し、書体デザインにも熱心であった。印刷スタジオは経済的に成功しなかったので、1910年にアメリカ合衆国に移り、コロンビア大学やアート・スチューデンツ・リーグ・オブ・ニューヨークで美術教師として働いた。1916年ころから1926年までボストンのウェントワース工科大学（Wentworth Institute of Technology）でグラフィックアートを教えた。ウェントワース工科大学に在職中に第一次世界大戦が起こるとチェコ移民に向けたアメリカ軍の兵士募集のポスターもデザインした。
1931年にプラハに戻った。1933年にプラハで抽象的なスタイルの作品の個展を開き評価された。
1938年にナチス・ドイツによるチェコスロバキア解体が行われると、ジャーナリストになった娘のイレナ・ベルナーシュコヴァー（Irena Bernášková:1904-1942)とレジスタンス活動に参加し、ゲシュタポに逮捕された。1940年にダッハウ強制収容所に移送され、1944年にそこで亡くなった。
チェコ共和国は、1988年、1994年、1998年にヴォイチェフ・プライシグを記念する切手を発行した。

## 作品

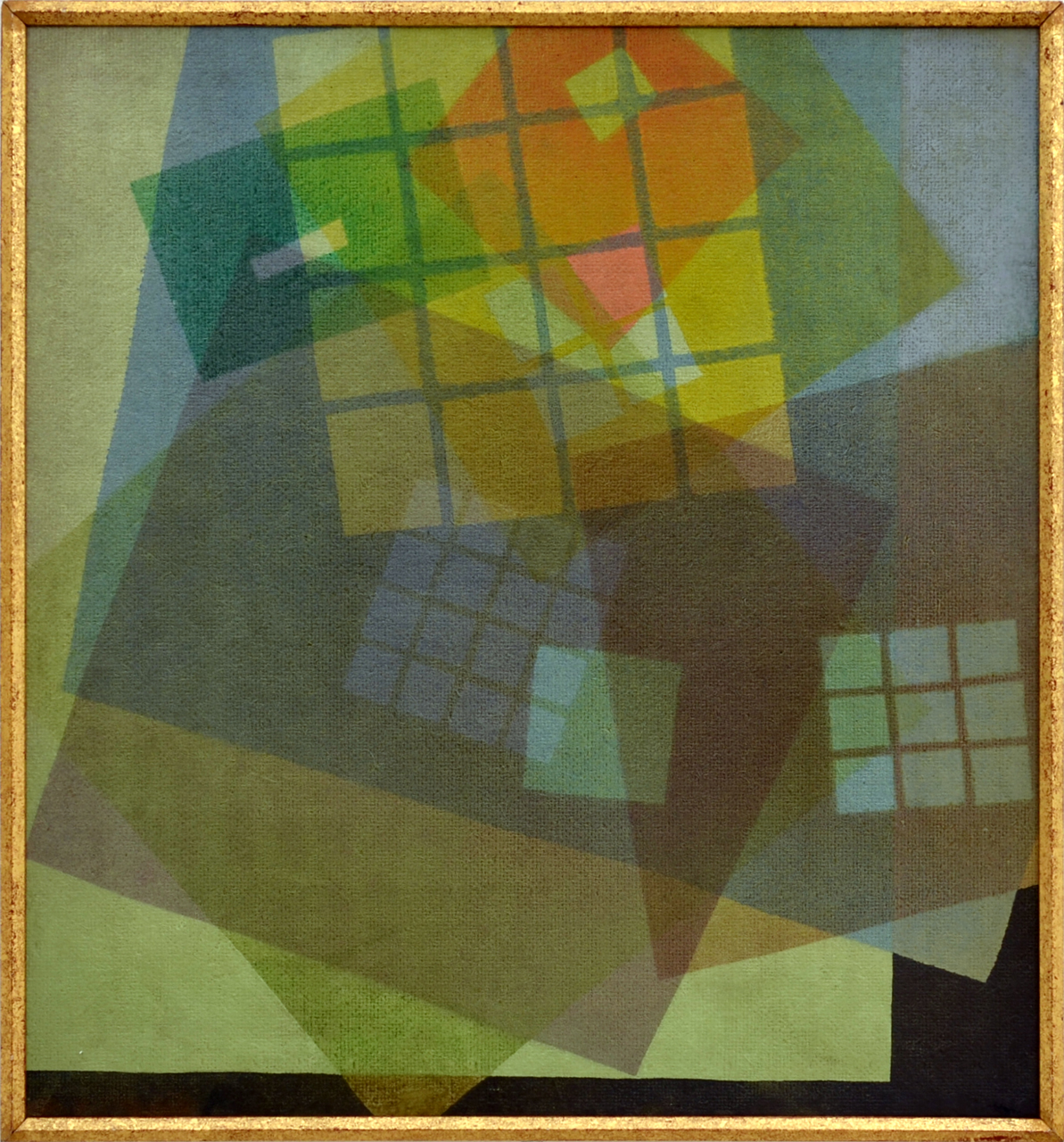
抽象画「Prolínání barevných polí」(1936/1937)
アメリカ海軍の募兵ポスター(1918)
公債募集ポスター(1918)
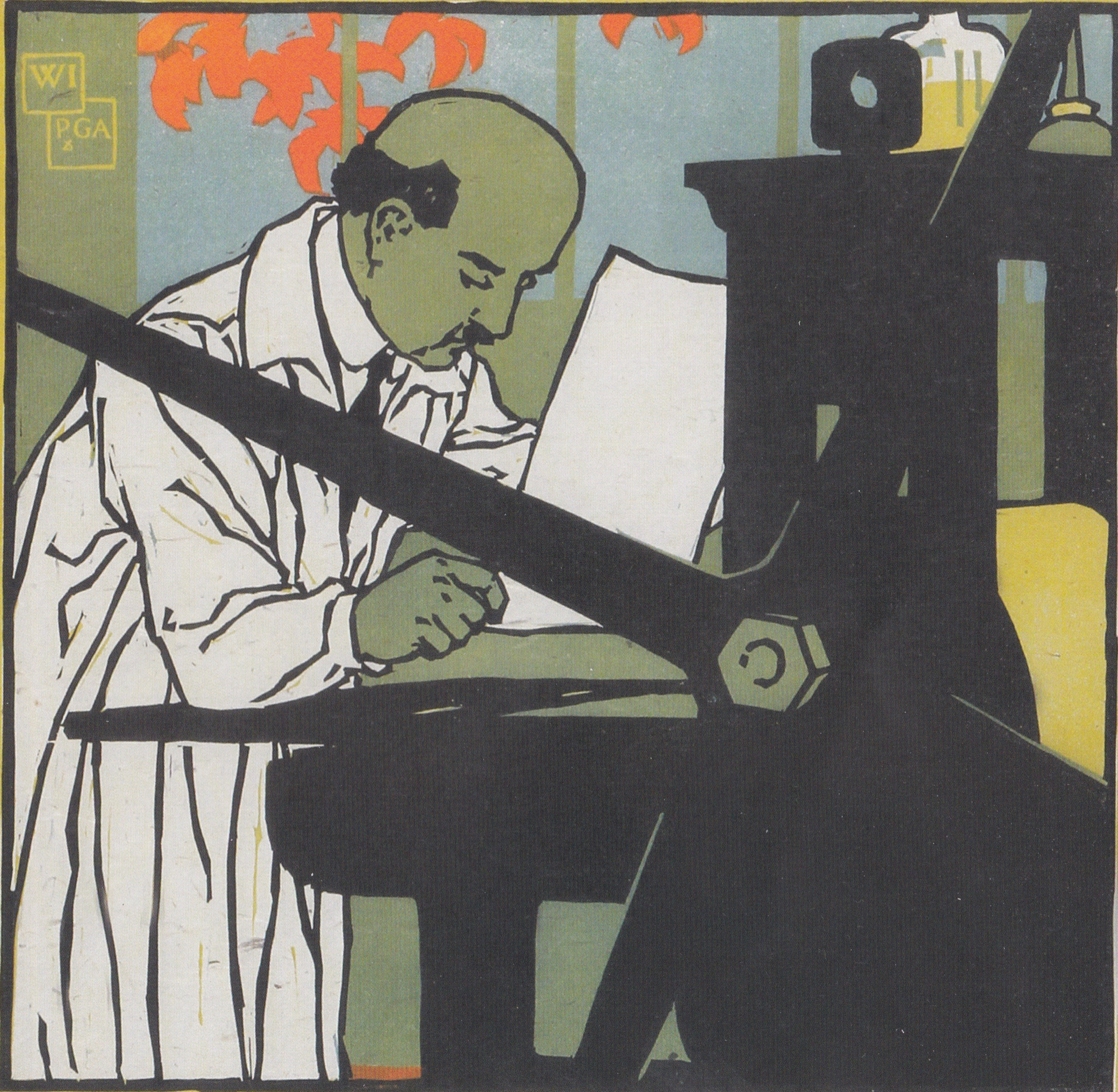
印刷機の前の自画像(c.1922)
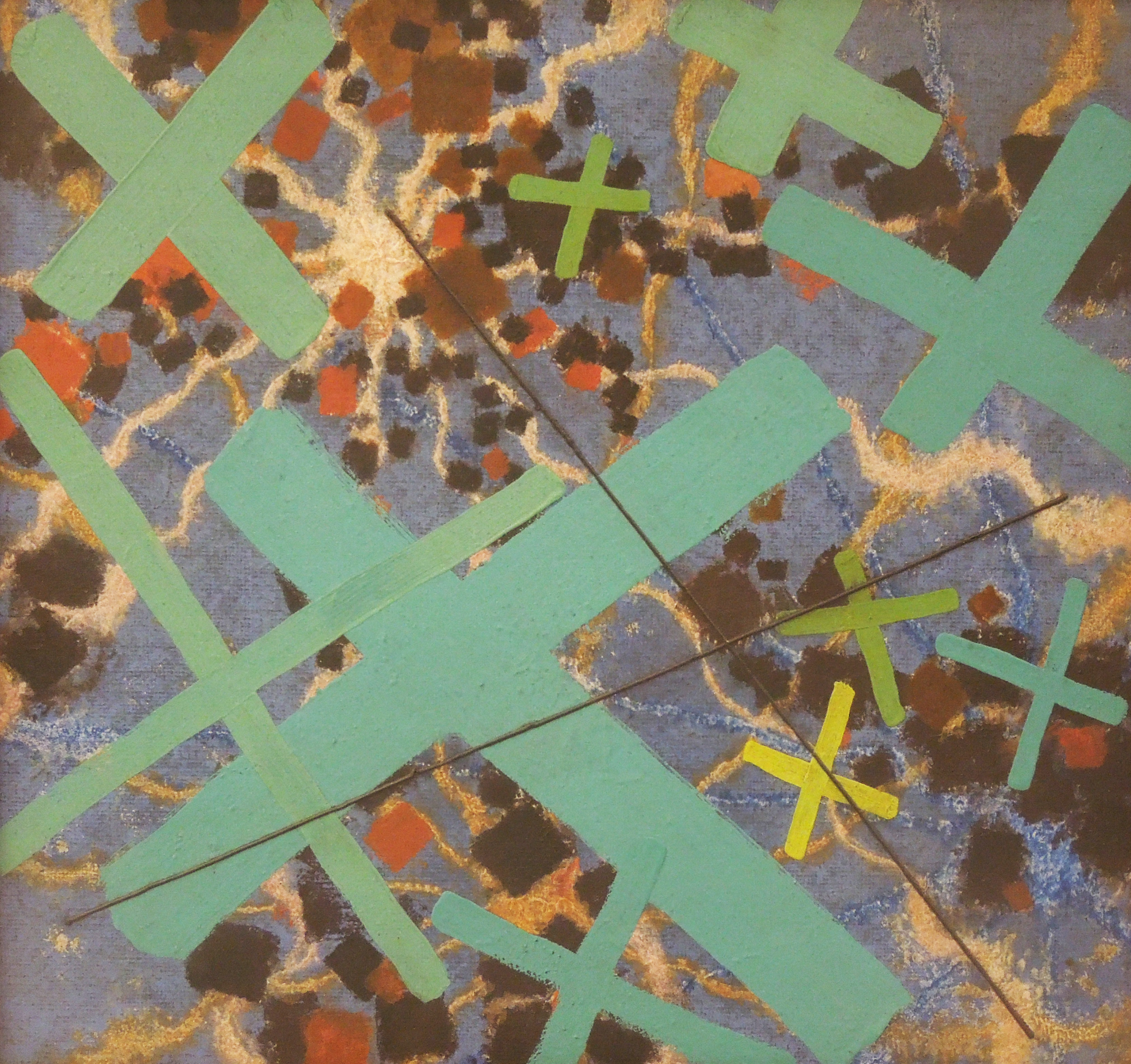
抽象画(1937)
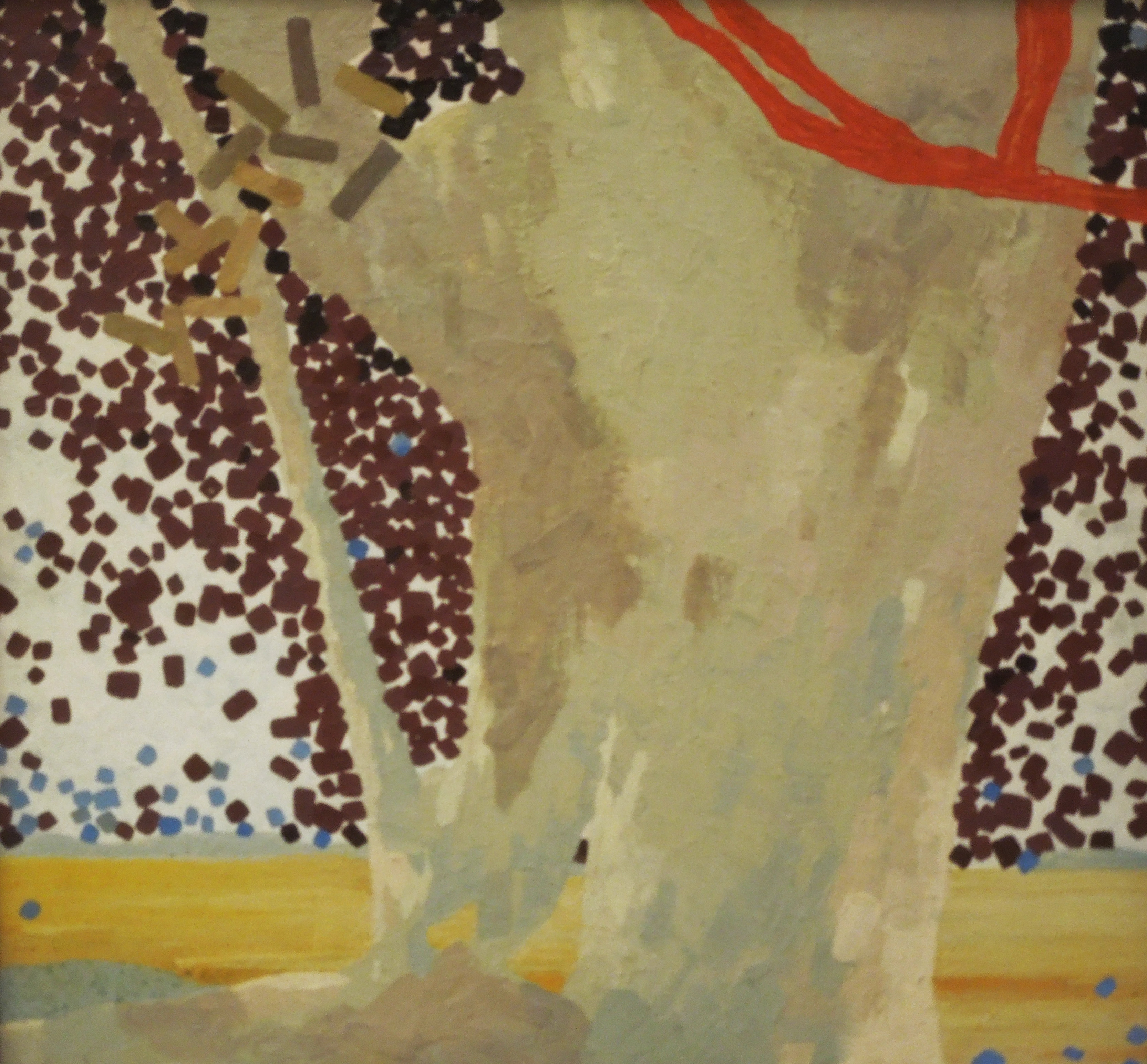
木 (1937)
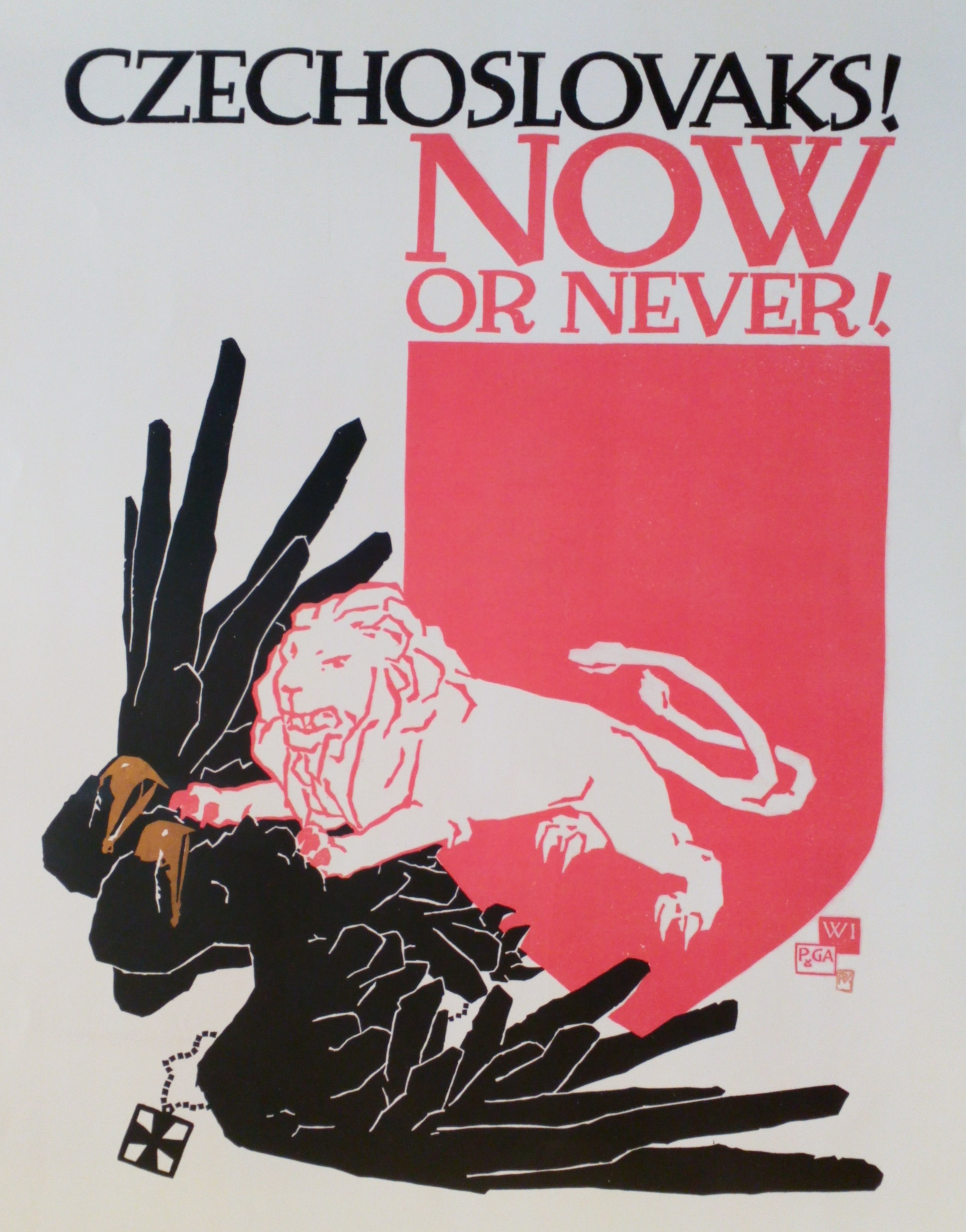
レジスタンスのポスター